# Hitlisten
Hitlisten è la principale classifica musicale in Danimarca, presentata sul sito ufficiale della stessa. Stilata per la prima volta nel giugno 1969 dalla Nielsen Music Control in associazione con l'IFPI e comprensiva di 20 posizioni, nel 2001 ottiene la denominazione ufficiale di "Hitlisten" ed essere ampliata a 40 posizioni nel 2007.
Comprende varie classifiche specifiche tra cui Album Top-40 (album), Track Top-40 (brani), Compilation Top-10 (raccolte).
La Tracklisten è stilata dalla IFPI raccogliendo i dati di vendita relativi sia ai download digitali che alle vendite di CD e dischi in vinile.